# 原子力委員会
原子力委員会（げんしりょくいいんかい、英語: Atomic Energy Commission; AEC）とは、1956年（昭和31年）1月1日に設置された日本の行政機関。初代委員長は正力松太郎。委員長及び委員2人の計3人で構成される。

## 概要
原子力基本法（1955年12月成立）に基づき、国の原子力政策を計画的に行うことを目的として1956年1月1日に総理府の附属機関（のち審議会等）として設置され、委員長には国務大臣（科学技術庁長官）が充てられ、委員の任命には両議院の同意が必要とされた。
2001年1月6日の中央省庁再編に伴い内閣府の審議会等の一つとなり、委員長は国務大臣をもって充てるポストではなくなった（委員と共に両議院同意人事の対象となった）。
2011年3月11日の福島第一原子力発電所事故を受け、マスコミの注目を集めるようになる。2012年、毎日新聞は原子力委員会が原発推進側だけを集め「秘密会合」を持ったと報道し、委員会開催運営のずさんさを指摘した。これに対し、当時の委員長代理であった鈴木達治郎は、議事録をとらなかったことは反省点としつつも、どのような組織にもある内部の作業会合であり、「この会合によって報告書の内容が書き換えられた」という毎日新聞の報道は誤解である、と述べている。
原子力委員会は次の事項について企画し、審議し、及び決定する権限を有する。 
1. 原子力利用に関する政策に関すること
2. 関係行政機関の原子力利用に関する事務の調整に関すること
3. 関係行政機関の原子力利用に関する経費の見積り及び配分計画に関すること
4. 核燃料物質及び原子炉に関する規制に関すること
5. 原子力利用に関する試験及び研究の助成に関すること
6. 原子力利用に関する研究者及び技術者の養成及び訓練に関すること
7. 原子力利用に関する資料の収集、統計の作成及び調査に関すること
8. 原子力利用に関する重要事項に関すること

## 原子力委員会の専門部会・懇談会
原子力委員会の部会は福島原発事故後、大規模な削減を実施。現在は専門部会一つのみ。

### 現在活動中の専門部会
- 専門部会
  - 放射性廃棄物専門部会

### 過去に存在した主な専門部会・懇談会
- 小委員会
  - 原子力発電・核燃料サイクル技術等検証小委員会
- 専門部会
  - 総合企画・評価部会
  - 政策評価部会
  - 食品照射専門部会
  - 研究開発専門部会
  - 核融合専門部会
  - 放射線専門部会
  - 原子力防護専門部会
  - 原子力発電・サイクル専門部会
  - 国際関係専門部会
  - 教育関係専門部会
  - 新大綱策定会議
  - 長半減期低発熱放射性廃棄物処分技術検討会
- 懇談会等
  - エネルギーと原子力を考える研究会
  - 原子力に関する情報のあり方を考える研究会
  - 原子力に関する教育のあり方を考える研究会
  - 市民参加懇談会
  - 国際問題懇談会

## 委員長及び委員経験者

### 歴代の原子力委員会委員長
- 1956年1月1日の委員会発足時は、原子力委員会設置法第7条第1項の規定が「委員長は、国務大臣をもつて充てる」となっていたため、特定の国務大臣に対して「原子力委員会委員長を命ずる」との補職の辞令を発出する必要があり初代委員長の正力松太郎に対しその発令があったが、同年5月19日（科学技術庁設置日）に同項が「委員長は、科学技術庁長官たる国務大臣をもつて充てる」と改正され、委員長職は科学技術庁長官が自動的に就任するものへと変わったため、以後2001年1月6日の中央省庁再編前まで、委員長職について就任を命ずる内容の辞令文書は発出されなかった。
- 科学技術庁の設置に伴い、委員長職は「特定の国務大臣に対し直接辞令が出されるポスト」から「科学技術庁長官の付随ポスト」へと位置づけの変更があったが、組織は「総理府本府の附属機関」から「総理府の外局たる科学技術庁の附属機関」への移管等はなされず、そのままの位置づけで存続した（したがって、科学技術庁長官たる国務大臣は単に外局の長であっただけでなく、総理府本府の一部を構成する合議体組織の代表者でもあったことになる）。
- 中央省庁再編に伴う「原子力委員会及び原子力安全委員会設置法」の改正により、同再編後の委員長は国務大臣の充て職でなくなり、委員と同様、主として学識経験者等から人選され、衆参両議院の同意を得て内閣総理大臣から任命されるポスト（任期3年）となった。
- 以上のことから、総理府時代の委員長は（初代の一時期を除き）全て当然に科学技術庁長官であるため、この表の兼務等欄での「科学技術庁長官」の記載は省略する（初代のみ月日に異同があるため記載）。

| 代                           | 氏名                         | 内閣                         | 在任期間                        | 兼務等                                               |
| 原子力委員会委員長（総理府） | 原子力委員会委員長（総理府） | 原子力委員会委員長（総理府） | 原子力委員会委員長（総理府）    | 原子力委員会委員長（総理府）                         |
| ---------------------------- | ---------------------------- | ---------------------------- | ------------------------------- | ---------------------------------------------------- |
| 1                            | 正力松太郎                   | 第3次鳩山内閣                | 1956年1月1日 - 1956年12月23日   | 北海道開発庁長官 科学技術庁長官（1956年5月19日以降） |
| -                            | （欠員）                     | 石橋内閣                     | 1956年12月23日                  |                                                      |
| 2                            | 宇田耕一                     | 石橋内閣                     | 1956年12月23日 - 1957年2月25日  | 経済企画庁長官                                       |
| 3                            | 宇田耕一                     | 第1次岸内閣                  | 1957年2月25日 - 1957年7月10日   | 経済企画庁長官                                       |
| 4                            | 正力松太郎                   | 第1次岸内閣                  | 1957年7月10日 - 1958年6月12日   | 国家公安委員会委員長                                 |
| 5                            | 三木武夫                     | 第2次岸内閣                  | 1958年6月12日 - 1958年12月31日  | 経済企画庁長官                                       |
| -                            | （欠員）                     | 第2次岸内閣                  | 1958年12月31日 - 1959年1月12日  |                                                      |
| 6                            | 高碕達之助                   | 第2次岸内閣                  | 1959年1月12日 - 1959年6月18日   | 通商産業大臣                                         |
| 7                            | 中曽根康弘                   | 第2次岸内閣                  | 1959年6月18日 - 1960年7月19日   |                                                      |
| 8                            | 荒木萬壽夫                   | 第1次池田内閣                | 1960年7月19日 - 1960年12月8日   | 文部大臣                                             |
| 9                            | 池田正之輔                   | 第2次池田内閣                | 1960年12月8日 - 1961年7月18日   |                                                      |
| 10                           | 三木武夫                     | 第2次池田内閣                | 1961年7月18日 - 1962年7月18日   |                                                      |
| 11                           | 近藤鶴代                     | 第2次池田内閣                | 1962年7月18日 - 1963年7月18日   |                                                      |
| 12                           | 佐藤榮作                     | 第2次池田内閣                | 1963年7月18日 - 1963年12月9日   | 北海道開発庁長官                                     |
| 13                           | 佐藤榮作                     | 第3次池田内閣                | 1963年12月9日 - 1964年6月29日   | 北海道開発庁長官                                     |
| -                            | （欠員）                     | 第3次池田内閣                | 1964年6月29日 - 1964年7月18日   |                                                      |
| 14                           | 愛知揆一                     | 第3次池田内閣                | 1964年7月18日 - 1964年11月9日   | 文部大臣                                             |
| 15                           | 愛知揆一                     | 第1次佐藤内閣                | 1964年11月9日 - 1965年6月3日    | 文部大臣                                             |
| 16                           | 上原正吉                     | 第1次佐藤内閣                | 1965年6月3日 - 1966年8月1日     |                                                      |
| 17                           | 有田喜一                     | 第1次佐藤内閣                | 1966年8月1日 - 1966年12月3日    | 文部大臣                                             |
| 18                           | 二階堂進                     | 第1次佐藤内閣                | 1966年12月3日 - 1967年2月17日   | 北海道開発庁長官                                     |
| 19                           | 二階堂進                     | 第2次佐藤内閣                | 1967年2月17日 - 1967年11月25日  | 北海道開発庁長官                                     |
| 20                           | 鍋島直紹                     | 第2次佐藤内閣                | 1967年11月25日 - 1968年11月30日 |                                                      |
| 21                           | 木内四郎                     | 第2次佐藤内閣                | 1968年11月30日 - 1970年1月14日  |                                                      |
| 22                           | 西田信一                     | 第3次佐藤内閣                | 1970年1月14日 - 1971年7月5日    | 北海道開発庁長官                                     |
| 23                           | 平泉渉                       | 第3次佐藤内閣                | 1971年7月5日 - 1971年11月16日   |                                                      |
| 24                           | 木内四郎                     | 第3次佐藤内閣                | 1971年11月16日 - 1972年7月7日   |                                                      |
| 25                           | 中曽根康弘                   | 第1次田中角榮内閣            | 1972年7月7日 - 1972年12月22日   | 通商産業大臣                                         |
| 26                           | 前田佳都男                   | 第2次田中角榮内閣            | 1972年12月22日 - 1973年11月25日 |                                                      |
| 27                           | 森山欽司                     | 第2次田中角榮内閣            | 1973年11月25日 - 1974年11月11日 |                                                      |
| 28                           | 足立篤郎                     | 第2次田中角榮内閣            | 1974年11月11日 - 1974年12月9日  |                                                      |
| 29                           | 佐々木義武                   | 三木内閣                     | 1974年12月9日 - 1976年9月15日   |                                                      |
| 30                           | 前田正男                     | 三木内閣                     | 1976年9月15日 - 1976年12月24日  |                                                      |
| 31                           | 宇野宗佑                     | 福田赳夫内閣                 | 1976年12月24日 - 1977年11月28日 |                                                      |
| 32                           | 熊谷太三郎                   | 福田赳夫内閣                 | 1977年11月28日 - 1978年12月7日  |                                                      |
| 33                           | 金子岩三                     | 第1次大平内閣                | 1978年12月7日 - 1979年11月9日   |                                                      |
| 34                           | 長田裕二                     | 第2次大平内閣                | 1979年11月9日 - 1980年7月17日   |                                                      |
| 35                           | 中川一郎                     | 鈴木善幸内閣                 | 1980年7月17日 - 1982年11月27日  |                                                      |
| 36                           | 安田隆明                     | 第1次中曽根内閣              | 1982年11月27日 - 1983年12月27日 |                                                      |
| 37                           | 岩動道行                     | 第2次中曽根内閣              | 1983年12月27日 - 1984年11月1日  |                                                      |
| 38                           | 竹内黎一                     | 第2次中曽根内閣              | 1984年11月1日 - 1985年12月28日  |                                                      |
| 39                           | 河野洋平                     | 第2次中曽根内閣              | 1985年12月28日 - 1986年7月22日  |                                                      |
| 40                           | 三ッ林弥太郎                 | 第3次中曽根内閣              | 1986年7月22日 - 1987年11月6日   |                                                      |
| 41                           | 伊藤宗一郎                   | 竹下内閣                     | 1987年11月6日 - 1988年12月27日  |                                                      |
| 42                           | 宮崎茂一                     | 竹下内閣                     | 1988年12月27日 - 1989年6月3日   |                                                      |
| 43                           | 中村喜四郎                   | 宇野内閣                     | 1989年6月3日 - 1989年8月10日    |                                                      |
| 44                           | 斎藤栄三郎                   | 第1次海部内閣                | 1989年8月10日 - 1990年2月28日   |                                                      |
| 45                           | 大島友治                     | 第2次海部内閣                | 1990年2月28日 - 1990年12月29日  |                                                      |
| 46                           | 山東昭子                     | 第2次海部内閣                | 1990年12月29日 - 1991年11月5日  |                                                      |
| 47                           | 谷川寛三                     | 宮澤内閣                     | 1991年11月5日 - 1992年12月12日  |                                                      |
| 48                           | 中島衛                       | 宮澤内閣                     | 1992年12月12日 - 1993年6月18日  |                                                      |
| -                            | （欠員）                     | 宮澤内閣                     | 1993年6月18日 - 1993年6月21日   |                                                      |
| 49                           | 渡辺省一                     | 宮澤内閣                     | 1993年6月21日 - 1993年8月9日    |                                                      |
| 50                           | 江田五月                     | 細川内閣                     | 1993年8月9日 - 1994年4月28日    |                                                      |
| -                            | （欠員）                     | 羽田内閣                     | 1994年4月28日                   |                                                      |
| 51                           | 近江巳記夫                   | 羽田内閣                     | 1994年4月28日 - 1994年6月30日   |                                                      |
| 52                           | 田中眞紀子                   | 村山内閣                     | 1994年6月30日 - 1995年8月8日    |                                                      |
| 53                           | 浦野烋興                     | 村山内閣                     | 1995年8月8日 - 1996年1月11日    |                                                      |
| 54                           | 中川秀直                     | 第1次橋本内閣                | 1996年1月11日 - 1996年11月7日   |                                                      |
| 55                           | 近岡理一郎                   | 第2次橋本内閣                | 1996年11月7日 - 1997年9月11日   | 1997年1月20日から2月10日まで病気療養                 |
| 56                           | 谷垣禎一                     | 第2次橋本内閣                | 1997年9月11日 - 1998年7月30日   |                                                      |
| 57                           | 竹山裕                       | 小渕内閣                     | 1998年7月30日 - 1999年1月14日   |                                                      |
| 58                           | 有馬朗人                     | 小渕内閣                     | 1999年1月14日 - 1999年10月5日   | 文部大臣                                             |
| 59                           | 中曽根弘文                   | 小渕内閣                     | 1999年10月5日 - 2000年4月5日    | 文部大臣                                             |
| 60                           | 中曽根弘文                   | 第1次森内閣                  | 2000年4月5日 - 2000年7月4日     | 文部大臣                                             |
| 61                           | 大島理森                     | 第2次森内閣                  | 2000年7月4日 - 2000年12月5日    | 文部大臣                                             |
| 62                           | 町村信孝                     | 第2次森内閣                  | 2000年12月5日 - 2001年1月5日    | 文部大臣                                             |
| 原子力委員会委員長（内閣府） |                              |                              |                                 |                                                      |
| 1                            | 藤家洋一                     | -                            | 2001年1月6日 - 2004年1月5日     | 東京工業大学名誉教授                                 |
| 2                            | 近藤駿介                     | -                            | 2004年1月6日 - 2007年1月5日     | 東京大学名誉教授                                     |
| 3                            | 近藤駿介                     | -                            | 2007年1月6日 - 2010年1月5日     | 東京大学名誉教授                                     |
| 4                            | 近藤駿介                     | -                            | 2010年1月6日 - 2014年3月31日    | 東京大学名誉教授                                     |
| 5                            | 岡芳明                       | -                            | 2014年4月1日 - 2014年12月15日   | 東京大学名誉教授                                     |
| 6                            | 岡芳明                       | -                            | 2014年12月16日 - 2017年12月15日 | 東京大学名誉教授                                     |
| 7                            | 岡芳明                       | -                            | 2017年12月16日 - 2020年12月15日 | 東京大学名誉教授                                     |
| 8                            | 上坂充                       | -                            | 2020年12月16日 -                | 東京大学大学院教授                                   |

### 現在の原子力委員会委員長代理・委員

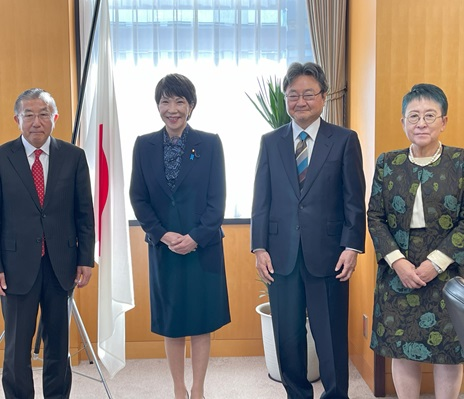
原子力委員への辞令交付に伴って2023年12月18日に撮影された画像。左から、直井洋介、高市早苗、上坂充、岡田往子。

- 直井洋介 - 委員（2023年12月就任、現行の任期は2023年12月16日 - 2026年12月15日）[5]
- 岡田往子 - 委員（2022年6月就任、現行の任期は2022年6月16日　-　2025年6月15日)

## 所在地等
- 郵便番号 - 〒100－8970
- 住所 - 東京都千代田区霞が関3丁目1番1号 中央合同庁舎第4号館7階